# جون هارينجتون
جون هارينجتون (بالإنجليزية: John Harrington) هو سياسي أمريكي، ولد في 1956 في شيكاغو في الولايات المتحدة. حزبياً، نشط في حزب العمال المزارعين الديمقراطيين في مينيسوتا والحزب الديمقراطي. وقد انتخب عضو مجلس ولاية مينيسوتا وانتخب رئيس الشرطة.